# Хамітовська сільська рада
Хамі́товська сільська рада (рос. Хамитовский сельский совет) — муніципальне утворення у складі Абзеліловського району Башкортостану, Росія. Адміністративний центр — село Хамітово.

## Історія
17 грудня 2004 року до складу сільради були передані території площею 20,69 км² Шигаєвської сільради та площею 6,4 км² Узянської сільради Бєлорєцького району.

## Населення
Населення — 865 осіб (2019, 917 в 2010, 942 в 2002).

## Склад
До складу поселення входять такі населені пункти:
| Населений пункт    | Населення, осіб (2002) | Населення, осіб (2010) |
| ------------------ | ---------------------- | ---------------------- |
| Крутий Лог, кордон | 0                      | 0                      |
| Хамітово, присілок | 699                    | 676                    |
| Шаріпово, присілок | 243                    | 241                    |